# Gianni Pittella
Gianni Pittella (ur. 19 listopada 1958 w Laurii) – włoski polityk, lekarz chirurg, eurodeputowany, w 2014 pełniący obowiązki przewodniczącego PE, senator.

## Życiorys
Ukończył studia z zakresu medycyny na Uniwersytecie w Neapolu, specjalizując się w chirurgii. Od końca lat 70. był radnym gminnym w Laurii, następnie radnym i członkiem zarządu regionu Basilicata.
W 1999 i w 2004 uzyskiwał mandat posła do Parlamentu Europejskiego z ramienia koalicyjnego Drzewa Oliwnego. Zasiadł w Grupie Socjalistycznej w PE oraz w Komisji Budżetowej. Był członkiem Włoskiej Partii Socjalistycznej, następnie Demokratów Lewicy. Od 2007 działa w powstałej z połączenia kilku centrolewicowych ugrupowań Partii Demokratycznej. W 2009 i w 2014 uzyskiwał reelekcję do Europarlamentu z listy PD. 14 lipca 2009 został jednym z czternastu wiceprzewodniczących PE VII kadencji. 18 czerwca 2014, po rezygnacji Martina Schulza, na okres około 2 tygodni przejął tymczasowo obowiązki przewodniczącego Parlamentu Europejskiego. 1 lipca 2014 został nowym przewodniczącym Postępowego Sojuszu Socjalistów i Demokratów.
W wyborach krajowych w 2018 z ramienia PD został wybrany w skład Senatu XVIII kadencji, odchodząc w konsekwencji z Europarlamentu. W 2022 przeszedł do ugrupowania Azione.